# Rolf Gyllensvaan
Rolf Henrik Salomon Gyllensvaan, född von Otter, född 2 oktober 1891 i Stockholm, död 6 december 1967, var en svensk friherre, ryttmästare, restaurangägare och fideikommissarie.
Gyllensvaan föddes som son till Erik Otto von Otter och Augusta von Otter, född Rosenquist af Åkershult/Gyllensvaan. Gyllensvaan uppförde under tidigt 1930-tal kaféhuset som senare blev hotell- och restaurangkomplexet Gyllene Uttern. Vidare var han fideikommissarie till Västanå fideikommiss.
Gyllensvaan gifte sig andra gången 1927 med Ruth Berlin, ogift Blidberg. De var föräldrar till estradören, krögaren och friherren Rolf von Otter.